# Pero-Casevecchie
Pero-Casevecchie (in corso Peru è Casevechje) è un comune francese di 123 abitanti situato nel dipartimento dell'Alta Corsica nella regione della Corsica.

## Società

### Evoluzione demografica
Abitanti censiti